# Dmytro Topčijev
Dmytro Mykolajovyč Topčijev (in ucraino Дмитро Миколайович Топчієв?; in russo Дмитрий Николаевич Топчиев?, Dmitrij Nikolaevič Topčiev; Nižnij Tagil, 25 settembre 1966) è un ex calciatore sovietico, dal 1991 ucraino, di ruolo difensore o centrocampista.

## Carriera
Con la Dinamo Kiev vinse un campionato ucraino e una coppa nazionale.
Vanta cinque presenze con la nazionale ucraina, tutte in amichevole.

## Statistiche

### Cronologia presenze e reti in nazionale
| Cronologia completa delle presenze e delle reti in nazionale ― Ucraina | Cronologia completa delle presenze e delle reti in nazionale ― Ucraina | Cronologia completa delle presenze e delle reti in nazionale ― Ucraina | Cronologia completa delle presenze e delle reti in nazionale ― Ucraina | Cronologia completa delle presenze e delle reti in nazionale ― Ucraina | Cronologia completa delle presenze e delle reti in nazionale ― Ucraina | Cronologia completa delle presenze e delle reti in nazionale ― Ucraina | Cronologia completa delle presenze e delle reti in nazionale ― Ucraina |
| Data                                                                   | Città                                                                  | In casa                                                                | Risultato                                                              | Ospiti                                                                 | Competizione                                                           | Reti                                                                   | Note                                                                   |
| ---------------------------------------------------------------------- | ---------------------------------------------------------------------- | ---------------------------------------------------------------------- | ---------------------------------------------------------------------- | ---------------------------------------------------------------------- | ---------------------------------------------------------------------- | ---------------------------------------------------------------------- | ---------------------------------------------------------------------- |
| 28-10-1992                                                             | Minsk                                                                  | Bielorussia                                                            | 1 – 1                                                                  | Ucraina                                                                | Amichevole                                                             | -                                                                      | 87’                                                                    |
| 27-4-1993                                                              | Odessa                                                                 | Ucraina                                                                | 1 – 1                                                                  | Israele                                                                | Amichevole                                                             | -                                                                      | 46’                                                                    |
| 25-6-1993                                                              | Zagabria                                                               | Croazia                                                                | 3 – 1                                                                  | Ucraina                                                                | Amichevole                                                             | -                                                                      | 81’                                                                    |
| 20-10-1993                                                             | San Diego                                                              | Messico                                                                | 3 – 1                                                                  | Ucraina                                                                | Amichevole                                                             | -                                                                      | 73’                                                                    |
| 23-10-1993                                                             | Bethlehem                                                              | Stati Uniti                                                            | 0 – 1                                                                  | Ucraina                                                                | Amichevole                                                             | -                                                                      |                                                                        |
| Totale                                                                 |                                                                        | Presenze                                                               | 5                                                                      |                                                                        | Reti                                                                   | 0                                                                      |                                                                        |

## Palmarès

### Club

#### Competizioni nazionali
- Campionato ucraino: 1

Dinamo Kiev: 1992-1993
- Coppa d'Ucraina: 1

Dinamo Kiev: 1992-1993